# John Halstead Coe
John Halstead Coe también conocido por el nombre hispanizado Juan H. Coe  (1806-1864) fue un marino estadounidense del siglo XIX que combatió en la Expedición Libertadora del Perú, en la Guerra del Brasil y en las Guerras civiles argentinas.

## Biografía

### Campaña del Pacífico
John Halstead Coe había nacido en la ciudad de Springfield, en el estado estadounidense de Massachusetts. En 1824 con sólo 18 años se enroló en la flota revolucionaria en aguas del Perú en la etapa final de la campaña de la Expedición Libertadora del Perú. Sirvió en la Fragata Protector (ex Prueba española, capturada), y tomó parte en el sitio del Callao.
El sitio se prolongaría desde el 9 de diciembre de 1824 hasta el 1 de enero de 1826.
En junio de 1826 la fragata fue desarmada y Coe se dirigió a las Provincias Unidas del Río de la Plata.

### Guerra del Brasil
Coe apenas se incorporó a la Escuadra fue asignado a la 25 de Mayo (nave insignia) y rápidamente se encontró en situación de combate, al participar aún como voluntario el 30 de julio de 1826 del Combate de Quilmes en el que su nave junto a la pequeña Goleta Río de la Plata enfrentaron una fuerza de 22 navíos brasileros.

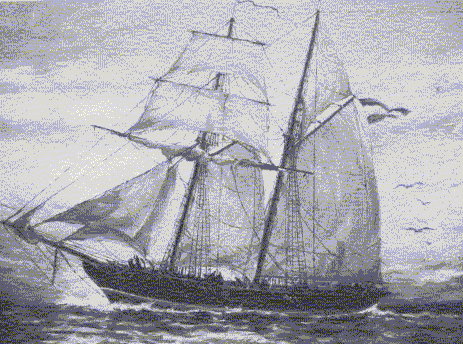
Goleta Sarandí.

Habiendo tenido un buen desempeño, el comandante argentino Guillermo Brown lo traslado a la nueva capitana, la Goleta Sarandí, con la que emprendió entre el 23 de octubre y el 25 de diciembre de 1826 un audaz crucero de corso en las costas de Brasil con el objeto de  hostilizar el tráfico comercial y de abastecimientos enemigo y desafiar el control del mar por el Imperio.
Al volver del crucero y tomar conocimiento del envío de una división brasilera al Río Uruguay Brown encabezó una fuerza de intervención, de la que formó parte la Sarandí como nave insignia, quedando Coe como su capitán y al mando directo del jefe de la escuadra.
El 29 de diciembre se dio alcance a la Tercera División brasilera en Yaguarí. Brown envió como parlamentario a Coe para intimar la rendición pero contra las normas de guerra fue detenido por el comandante brasilero Sena Pereira y confinado a la Goleta hospital Fortuna.
En la primera jornada de la Batalla de Juncal, en la noche del 8 de febrero de 1827 la Fortuna no pudo fondear derivando hacia las líneas argentinas donde fue capturada. El Teniente John Halstead Coe, prisionero a bordo desde su parlamento de diciembre de 1826, fue liberado, por lo que pudo participar el día siguiente de la mayor victoria naval argentina.
Finalizada la campaña se le encomendó ese mismo año al mando del Juncal partir a Chile para buscar el armamento de la Corbeta Montevideo.
Sirvió luego en la Corbeta Chacabuco, cuya última operación militar fue el 14 de agosto de 1827 cuando partió para hostigar el comercio brasileño pero se vio obligada prontamente a regresar debido a que hacía agua y no se encontraba en condiciones de navegar.
Efectuó un crucero de corso al mando del Niger pero en su segunda salida fue capturado. Prisionero en Montevideo pudo escapar y reintegrarse a a escuadra. Para mediados de junio de 1828 comandaba el 29 de Diciembre, con el que participó del combate a la altura de Punta Lara en defensa del Brandsen que regresaba de un extraordinario crucero.
En agosto de 1828 comandó el Bergantín General Rondeau en la acción que terminó en la captura de la corbeta Gobernador Dorrego.

### Guerra Civil
Finalizada la guerra, Coe aprovechó las alternativas de la guerra civil para servir en uno u otro bando, de acuerdo con sus conveniencias.
En 1830 persiguió a su antiguo camarada de la guerra con Brasil Leonardo Rosales, quien había tomado por asalto la Sarandí.
En 1835 Rosas lo separó de todo mando militar y entonces Coe se dirigió a la Banda Oriental, donde Fructuoso Rivera lo empleó como jefe de su escuadra durante la Campaña naval de 1841 (Guerra Grande). En ese puesto los días 24 y 25 de mayo de 1841 enfrentó en Punta Carretas a su antiguo comandante, Brown. El 3 de agosto de 1841 se produjo un nuevo encuentro, el combate de Montevideo , con fuertes pérdidas para ambos lados, en tal combate el argentino Juan King logró infringir graves pérdidas a la armada en que revistaba Coe.
El 31 de diciembre de 1841 ante los pobres resultados, el gobierno de Montevideo dio de baja la escuadra y licenció a Coe, por lo que este volvió al servicio de Rosas. Se había casado con Trinidad González Balcarce, hija del general Juan Ramón Balcarce, una de las principales familias de Buenos Aires, lo que le permitió vinculaciones sociales que le favorecieron esa y futuras reinserciones.
Caído Rosas en 1852 los autores del pronunciamiento liderados por el gobernador de Entre Ríos Justo José de Urquiza se reunieron en San Nicolás de los Arroyos y acordaron convocar a un Congreso General Constituyente. Buenos Aires controlada por el Partido Unitario y bajo el liderazgo de Bartolomé Mitre rechazó el acuerdo firmado, por lo que fue atacada por las fuerzas de las demás provincias (Confederación Argentina) a las órdenes de Urquiza.
No obstante, al retirarse el general entrerriano, estalló una nueva revuelta autonomista. Las tropas de la campaña de la Provincia de Buenos Aires (en general antiguos oficiales rosistas) sitiaron la ciudad al mando del Coronel Hilario Lagos.

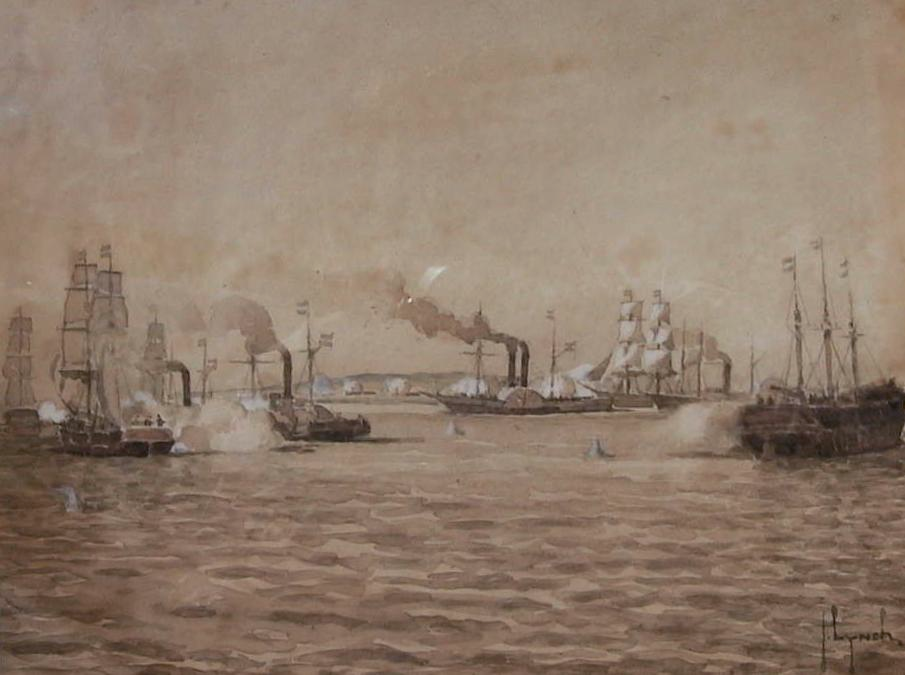
Escuadra de Urquiza.

Urquiza designó a Coe jefe de la escuadra confederada  con el mandato de bloquear el puerto de Buenos Aires y cerrar así el cerco.
Pero las fuerzas nacionales, a diferencia de las porteñas, no tenían suficientes recursos económicos, por lo que la prolongación del sitio hizo caer rápidamente la moral de las tropas.
En 1853 John Halsted Coe fue contactado por el gobierno de Buenos Aires y estableció un precio de dos millones de pesos, a cobrar en onzas de oro  (cinco mil onzas) para entregar la escuadra. La Legislatura porteña aprobó la emisión de dos millones de pesos en deuda y envió un emisario a Montevideo para comprar el oro.
Como señal de aceptación el 18 de junio el Rayo y un bergantín de la escuadra confederada se pasaron a Buenos Aires. Asegurado el pago, el 20 de junio Coe envió en el Enigma al comandante Guillermo Turner para comunicarle al gobierno bonaerense que ponía a sus órdenes toda la escuadra, entrando luego a balizas interiores el resto de la flota. En total se pasaron los vapores Almirante Brown, Constitución y Correo, los bergantines Enigma, Once de Septiembre y Río Bamba, la goleta Veterana, y los queches Rayo y Carnaval.
Mientras que algunos de los capitanes de esos buques fueron también sobornados, otros que eran  ajenos al trasfondo de la operación intentaron inútilmente resistir, tras lo que huyeron de los navíos.
Coe, al día siguiente de la traición, abordó la corbeta estadounidense Jamestown rumbo a los Estados Unidos, antes de esto quiso estrecharle la mano al ya anciano General Paz quien le respondió: "¡El General Paz no saluda a traidores!".[cita requerida]
Regresó años después a Buenos Aires, donde moriría el 30 de octubre de 1864, bajo la presidencia de Bartolomé Mitre.